# Junior Laurencin
Junior Laurencin (Willingboro, 3 maggio 1985) è un calciatore santaluciano naturalizzato americo-verginiano, di ruolo attaccante.

## Carriera

### Club
Ha giocato nel proprio paese natio e negli Stati Uniti d'America.

### Nazionale
Nel 2004 ha giocato 2 partite per la Nazionale di Santa Lucia, quindi nel 2011 ha esordito con la Nazionale americo-verginiana.